# Храмцов, Алексей Владимирович (футболист)
Алексе́й Влади́мирович Храмцо́в (укр. Олексій Володимирович Храмцов; 8 ноября 1975, Симферополь, Украинская ССР, СССР) — украинский футболист, защитник. Мастер спорта Украины.

## Биография
Профессиональную карьеру начал в клубе «Николаев». Позже выступал в клубах: «Кривбасс-2», «Спартак» (Ивано-Франковск). С 2002 года по 2005 год выступал в симферопольской «Таврия» в команде дебютировал 12 сентября 2002 года в матче против донецкого «Металлурга» (0:2). В сезоне 2005/06 выступал в алчевской «Стали». С 2006 года выступал в луганской «Заре». Часто выходил в качестве капитана.
Осенью 2009 года стал свободным агентом. После аннексии Крыма Россией принял российское гражданство.
В феврале 2017 решил возобновить игровую карьеру и 2 марта был заявлен как игрок клуба «Крымтеплица», оставаясь и. о. главного тренера.

## Статистика
| Сезон   | Клуб                      | Лига             | Чемпионат | Чемпионат | Кубок | Кубок | Дубль | Дубль | Еврокубки | Еврокубки |
| Сезон   | Клуб                      | Лига             | Игры      | Голы      | Игры  | Голы  | Игры  | Голы  | Игры      | Голы      |
| ------- | ------------------------- | ---------------- | --------- | --------- | ----- | ----- | ----- | ----- | --------- | --------- |
| 1996/97 | Николаев                  | Вторая лига      | 5         | 0         | 0     | 0     | —     | —     | —         | —         |
| 1997/98 | Николаев                  | Первая лига      | 24        | 0         | 0     | 0     | —     | —     | —         | —         |
| 1998/99 | Кривбасс-2                | Вторая лига      | 11        | 0         | —     | —     | —     | —     | —         | —         |
| 1998/99 | Спартак (Ивано-Франковск) | Высшая лига      | 14        | 0         | 0     | 0     | —     | —     | —         | —         |
| 1999/00 | Спартак (Ивано-Франковск) | Высшая лига      | 9         | 0         | 0     | 0     | —     | —     | —         | —         |
| 2000    | Уралан                    | Чемпионат России | 11        | 0         | ?     | ?     | —     | —     | —         | —         |
| 2002/03 | Таврия                    | Высшая лига      | 21        | 0         | 0     | 0     | —     | —     | —         | —         |
| 2003/04 | Таврия                    | Высшая лига      | 23        | 0         | 4     | 0     | —     | —     | —         | —         |
| 2004/05 | Таврия                    | Высшая лига      | 23        | 0         | 5     | 0     | 0     | 0     | —         | —         |
| 2005/06 | Сталь (Алчевск)           | Высшая лига      | 16        | 1         | 3     | 0     | 0     | 0     | —         | —         |
| 2006/07 | Заря (Луганск)            | Высшая лига      | 17        | 1         | 1     | 0     | 1     | 0     | —         | —         |
| 2007/08 | Заря (Луганск)            | Высшая лига      | 27        | 1         | 0     | 0     | 0     | 0     | —         | —         |
| 2008/09 | Заря (Луганск)            | Премьер-лига     | 11        | 0         | 2     | 0     | 3     | 0     | —         | —         |
| 2009/10 | Заря (Луганск)            | Премьер-лига     | 1         | 0         | 0     | 0     | 0     | 0     | —         | —         |